# Milano-Sanremo 1946
La Milano-Sanremo 1946, trentasettesima edizione della corsa, fu disputata il 19 marzo 1946 su un percorso di 293 km. La vittoria fu appannaggio dell'italiano Fausto Coppi, che completò il percorso in 8h09'00", alla media di 35,940 km/h, davanti al francese Lucien Teisseire e al connazionale Mario Ricci.

## Percorso
Organizzata dalla Gazzetta dello Sport, la "Classicissima" 1946, prova d'apertura della stagione italiana, prese il via in Conca Fallata, periferia sud di Milano. La corsa attraversò quindi tra le altre Pavia (km 28,8), Voghera (km 59,8), Tortona (km 76,4), Novi Ligure (km 102,7), Ovada (km 126,5), Voltri (km 163,5) dopo lo scollinamento e la discesa del Passo del Turchino, e quindi le diverse località lungo la riviera di Ponente, tra cui Savona (km 194,4), Finale Ligure (km 219,2), Albenga (km 238,3), i capi Mele, Cervo e Berta tra Alassio e Imperia (km 270,6). La conclusione fu sul Viale Cavallotti a Sanremo, dopo 293 km di corsa.

## Squadre e corridori partecipanti
Parteciparono alla prova otto squadre d'industria; tutti gli altri ciclisti iscritti, tra cui si distingueva un nutrito gruppo di italiani trasferitisi in Francia, gareggiarono come individuali. Tra i favoriti per la vittoria finale, venivano citati Gino Bartali, Mario Ricci, Adolfo Leoni, Severino Canavesi e Fausto Coppi.
| N.           | Cod. | Squadra          |
| ------------ | ---- | ---------------- |
| 1-6          |      | Viscontea        |
| 7-11         |      | Wilier Triestina |
| 13-17, 19-21 |      | Bianchi          |
| 25-30, 43-46 |      | Ricci            |
| 31-36        |      | Olmo             |
| 49-55, 89-90 |      | Welter           |
| 60-65        |      | Benotto          |
| 72-78        |      | Legnano          |

## Resoconto degli eventi
Partenza con 115 ciclisti dei 133 iscritti. Poco dopo il via il francese Lucien Teisseire (già vincitore della Parigi-Tours 1944) andò all'attacco, raggiunto da altri otto ciclisti, poi ridottisi a quattro: Tolmino Casellato, Giacomo Bardelli, Luigi Mutti e soprattutto Fausto Coppi, all'epoca già vincitore del Giro 1940 e dal 1942 primatista mondiale dell'ora. I cinque proseguirono in accordo fin quando, al bivio di Serravalle Scrivia (km 96,4), Teisseire allungò, inseguito dal solo Coppi; più avanti si riformò il quintetto, ma le rampe verso Rossiglione fecero selezione lasciando Teisseire e Coppi di nuovo soli. Fu quindi Coppi ad attaccare, nelle ultime rampe della salita del Passo del Turchino, scollinando con 15" di vantaggio sul francese, 4'48" sugli immediati inseguitori e 8 minuti sul gruppo. In discesa Coppi fece la differenza, giungendo a Voltri con 1'55" su Teisseire; il distaccò andò quindi dilatandosi chilometro dopo chilometro tra gli applausi del pubblico in Riviera, tanto che a Sanremo Coppi giunse con ben 14 minuti di vantaggio su Teisseire e oltre 18 su un gruppo di una decina di ciclisti regolato da Mario Ricci. Il telecronista Nicolò Carosio pronunciò nell'occasione la celebre frase: «Primo Fausto Coppi… e in attesa degli altri concorrenti trasmettiamo musica da ballo!». Tagliarono il traguardo a Sanremo 72 ciclisti.

## Ordine d'arrivo (Top 12)
| Pos. | Corridore          | Squadra     | Tempo    |
| ---- | ------------------ | ----------- | -------- |
| 1    | Fausto Coppi       | Bianchi     | 8h09'00" |
| 2    | Lucien Teisseire   | Individuale | a 14'00" |
| 3    | Mario Ricci        | Legnano     | a 18'30" |
| 4    | Gino Bartali       | Legnano     | s.t.     |
| 5    | Severino Canavesi  | Bianchi     | s.t.     |
| 6    | Vito Ortelli       | Benotto     | s.t.     |
| 7    | Adolfo Leoni       | Bianchi     | s.t.     |
| 8    | Osvaldo Bailo      | Individuale | s.t.     |
| 8    | Salvatore Crippa   | Individuale | s.t.     |
| 8    | Emilio Croci-Torti | Individuale | s.t.     |
| 8    | Nedo Logli         | Welter      | s.t.     |
| 8    | Valeriano Zanazzi  | Legnano     | s.t.     |